# Calodexia flavipes
Calodexia flavipes là một loài ruồi trong họ Tachinidae.